# Fernando I da Romênia
Fernando I (nome pessoal em alemão: Ferdinand Viktor Albert Meinrad Hohenzollern; Sigmaringen, 24 de agosto de 1865 — Sinaia, 20 de julho de 1927), apelidado o Unificador e Fernando, o Leal, foi o Rei da Romênia de 1914 até sua morte. Nascido como um príncipe alemão de Hohenzollern-Sigmaringen, era o segundo filho de Leopoldo de Hohenzollern-Sigmaringen e de sua esposa, a infanta Antónia de Portugal. Sua família fazia parte do ramo católico da Casa de Hohenzollern da  família real prussiana.
Fernando passou sua infância e adolescência na residência da família em Sigmaringen, Alemanha. Em 1885, ele se formou na Escola de Oficiais de Cassel, sendo nomeado com o posto de segundo-tenente no 1º Regimento de Guardas da Corte Real da Prússia. Ele então estudou na Universidade de Leipzig e na Escola Superior de Ciências Políticas e Econômicas em Tubinga, onde se formou em 1889.
A partir de 1889, ele se tornou Príncipe Herdeiro do Reino da Romênia, após a renúncia de seu pai e irmão mais velho, Guilherme, aos seus direitos de sucessão à coroa real da Romênia. A partir desse momento, fixou residência na Romênia, onde continuou sua carreira militar, ocupando uma série de cargos honorários, sendo promovido ao posto de general de corpo de exército.
Ele se casou em 29 de dezembro de 1892, em Sigmaringen, com a princesa Maria de Edimburgo, neta da rainha Vitória do Reino Unido, filha do duque de Edimburgo (o futuro duque de Saxe-Coburgo-Gota) e da grã-duquesa Maria Alexandrovna, filha única do imperador Alexandre II da Rússia.
Fernando tornou-se Rei do Reino da Romênia em 10 de outubro de 1914 , sob o nome de Fernando I, após a morte de seu tio, o rei Carlos I. Ele liderou a Romênia durante a Primeira Guerra Mundial, escolhendo lutar ao lado da Tríplice Entente contra as Potências Centrais, um fato que resultou em sua exclusão da Casa Real de Hohenzollern pelo imperador Guilherme II da Alemanha.
No final da guerra, a Romênia completou o processo de obtenção de um estado nacional-unitário, unindo a Bessarábia, a Bucovina e a Transilvânia com o Reino Antigo. Em 15 de outubro de 1922, em Alba Iulia, Fernando foi coroado "Rei da Grande Romênia".
Nos anos que se seguiram à Primeira Guerra Mundial, a Romênia passou por uma série de transformações profundas, especialmente por meio da implementação da reforma agrária e do sufrágio universal.
Em 1925, eclodiu a crise dinástica, causada pela renúncia do príncipe Carlos aos seus direitos de sucessão à Coroa da Romênia, o que levou Fernando a excluir Carol da Casa Real da Romênia e a nomear seu filho, Miguel I, como príncipe herdeiro, que sucederia ao trono.
Fernando morreu em Sinaia, em 20 de julho de 1927, de câncer intestinal. Ele foi enterrado na Catedral de Curtea de Argeș.

## Personalidade

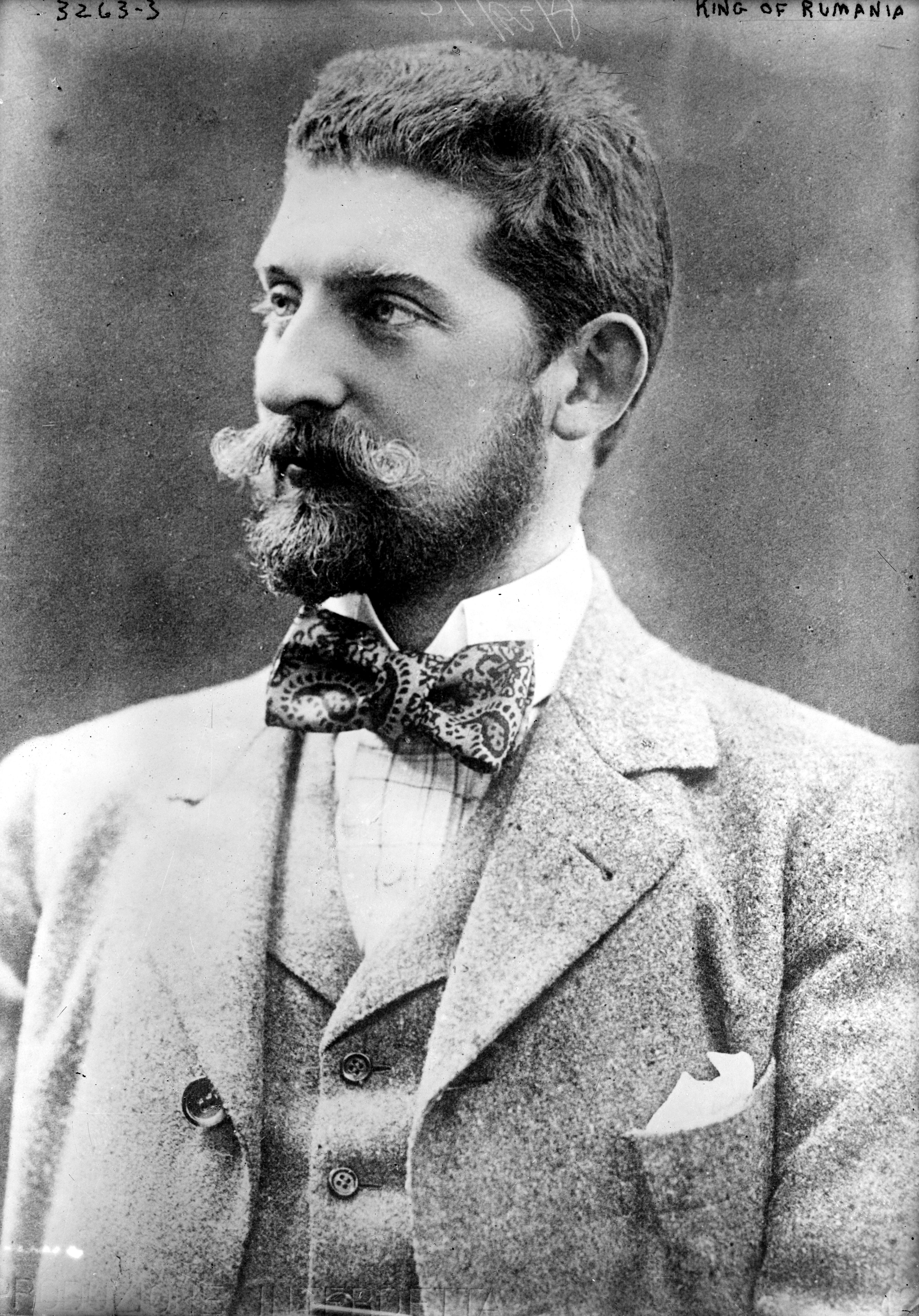
Fernando

A personalidade do rei Fernando I da Romênia era complexa, moldada por influências por vezes contraditórias: uma fé católica profunda, uma formação humanista, uma educação burguesa alemã e as exigências oficiais do seu estatuto de príncipe herdeiro e, posteriormente, de monarca. Estas características eram já evidentes desde o período da sua formação na Alemanha. O professor Vasile D. Păun, que o acompanhou nesse período, traça-lhe o seguinte retrato:
| “ | Loiro, alto e esbelto, com olhos azuis escuros e muito meigos, nariz arrebitado — o traço mais característico da linhagem suábia dos Hohenzollern —, expressão labial e facial tão fina e pura que se poderia crer tratar-se de uma donzela, mistura harmónica de sangue latino com o tipo pensativo e alegre, simultaneamente, dos alemães do sul. Poderia surpreender alguém, se lhe dissessem que este jovem ainda tem timidez feminina, corando nas faces como uma virgem recém-saída ao mundo. Mente ponderada, fala medida e precisa; julgamento claro, compreende as coisas de imediato e utiliza a palavra apenas quando tem algo bem pensado a dizer. Em privado, alegre, brincalhão às custas das fraquezas humanas, mas nunca pessoalmente; compassivo e generoso, amável com todos, amigo fiel. — Prof. Vasile D. Păun, Principele Ferdinand de Hohenzollern | ” |

Por sua vez, Sterie Diamandi esboçou, em 1934, dois retratos antinómicos de Fernando, que coexistiam no espaço público romeno:
| “ | Sobre o rei Fernando circularam — e continuam ainda a circular — duas versões diametralmente opostas. Segundo uma delas, o rei sob cujo reinado se realizou a Grande Romênia é retratado com cores vivas e resplandecentes, atribuindo-lhe qualidades das mais raras. Trata-se da versão oficial, que se encontra nos manuais escolares e nos discursos protocolares proferidos em ocasiões festivas […] Esta versão, contudo, tem o grande defeito de ser suspeita aos olhos do público. Este preferiu antes dar crédito à outra, que apresenta o rei Fernando sob uma luz inteiramente desfavorável. De acordo com esta última versão, o rei Fernando teria sido um homem sem personalidade, de inteligência medíocre e repleto de defeitos. […] Para muitos, o príncipe herdeiro não passava de ‘pobre Fritz’, aquele das orelhas caídas, alvo das maledicências de uns e das chacotas de outros. — Diamandi, Galeria oamenilor politici, 1934 | ” |

Diamandi, aromeno originário da Macedônia, relata que o retrato negativo de Fernando, que chegara até às escolas primárias da Macedônia, se impusera de tal forma na consciência do público romeno, que havia vozes que lamentavam a sua recuperação do tifo e depositavam grandes esperanças no seu filho, o príncipe Carlos.
Dotado de uma inteligência superior e de uma vasta cultura, Fernando era uma pessoa introvertida, pouco adequada à posição de destaque público que o papel de monarca exigia. Tornado rei em 1914, precisamente no início da Primeira Guerra Mundial, Fernando viu-se, em breve, confrontado com a difícil decisão entre os interesses da sua pátria de adoção, a Romênia, e a sua identidade germânica, numa oposição irreconciliável. Após um período de neutralidade, em 1916, a Romênia decidiu entrar em guerra, procurando concretizar os seus ideais nacionais. Durante a retirada do governo para Iași, numa conjuntura militar desesperada, a família real desempenhou um papel fundamental na manutenção da moral da população. Para contrariar a influência dos agitadores soviéticos, o rei prometeu aos camponeses combatentes a realização da reforma agrária, que viria a ser concretizada após o conflito.
Por não ter assinado o tratado de paz separado com as Potências Centrais, em 1918, a Romênia pôde regressar ao conflito semanas antes do seu término. Reconhecida a Grande União de 1918, Fernando e Maria foram coroados reis a 15 de outubro de 1922, em Alba Iulia. Nos anos seguintes, a Romênia promulgou uma nova constituição democrática (1923) e levou a cabo a reforma administrativa (1925). Fernando foi frequentemente criticado por possuir uma personalidade considerada fraca, havendo quem sustentasse que se deixava influenciar pela sua esposa e por figuras políticas como Ionel Brătianu e Barbu Știrbei, seus estreitos colaboradores. Os últimos anos do soberano foram ensombrados pela nova renúncia ao trono do príncipe Carlos (dezembro de 1925), que Fernando já não tolerou, nomeando como herdeiro do trono o príncipe Miguel, que lhe sucederia como rei.

## Início de vida
O príncipe Ferdinand Victor Albert Mainrad de Hohenzollern-Sigmaringen, nasceu em 24 de agosto de 1865 em Sigmaringen, Alemanha, como o segundo filho do príncipe Leopoldo de Hohenzollern-Sigmaringen e de sua esposa, a infanta Antónia de Portugal. Por meio de seu pai, ele descendia de um antigo ramo da família real alemã: os Hohenzollern. Por meio de sua mãe, filha da rainha Maria II de Portugal, ele era parente da Casa de Bragança-Saxe-Coburgo-Gota.
Fernando passou a infância na residência da família em Sigmaringen. Ele frequentou o ensino fundamental e médio em Düsseldorf, onde se formou em 1885. Depois de terminar o ensino médio, ele se tornou aluno da Escola Militar em Cassel, graduando-se em 1897 com o posto de segundo-tenente. Ele frequentou cursos na Universidade de Leipzig e na Escola Superior de Ciências Políticas e Econômicas em Tubinga por três semestres, até o início de 1889, quando foi forçado a se mudar para a Romênia.

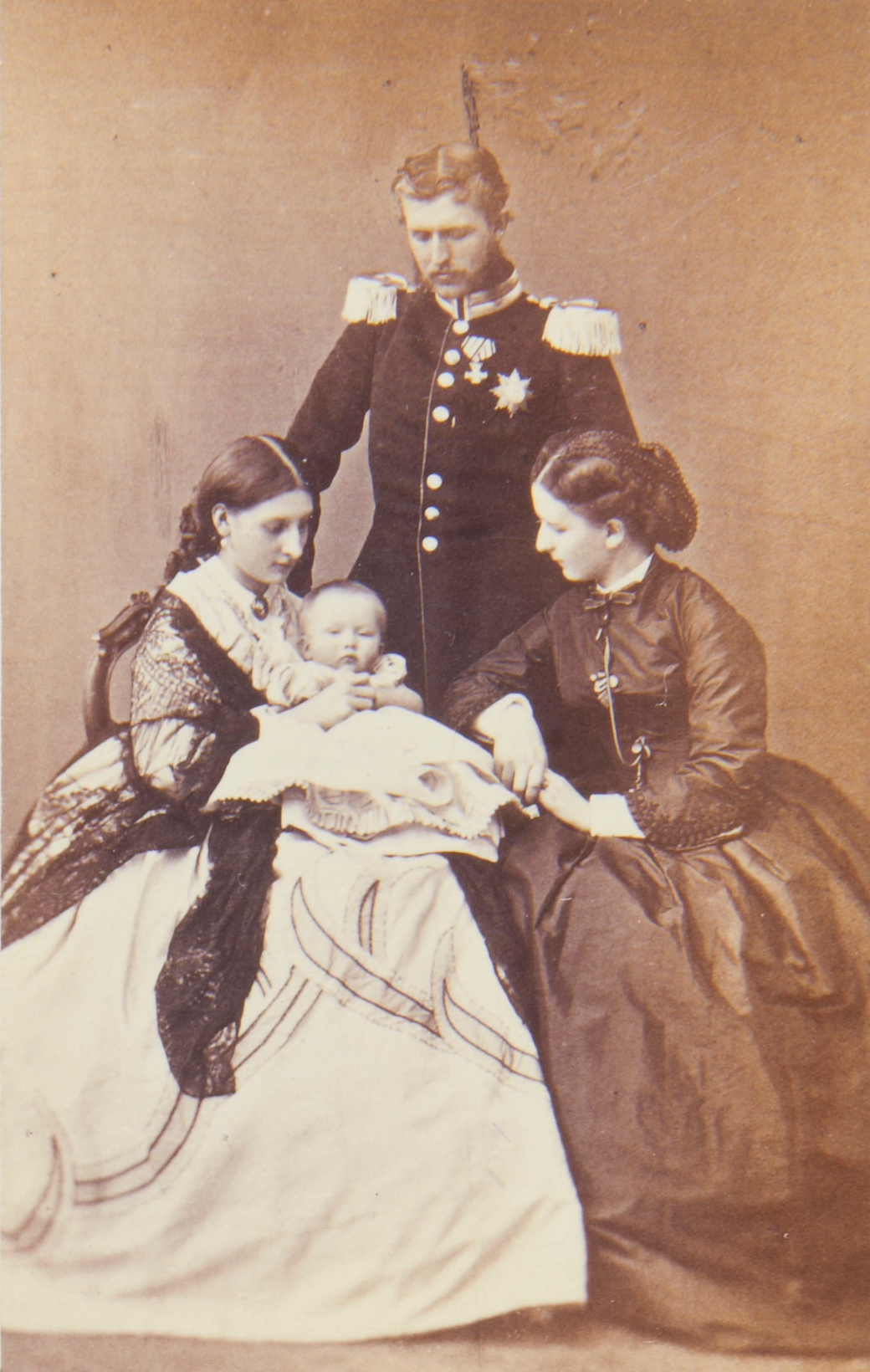
Fernando, ainda bebê, nos braços da mãe, a infanta Antónia, com o pai, o príncipe Leopoldo, e a tia, Maria Luísa, condessa de Flandres e princesa da da Bélgica, em 1866

O filho favorito de sua mãe, "Fernando era um jovem apresentável, embora um tanto deselegante, extremamente tímido e desajeitadamente silencioso. Embora tivesse frequentado a Academia de Guerra em Cassel e servido dois anos no exército alemão, ele se sentia mais atraído pela Igreja Católica e seus livros de botânica".
Na escola, ele demonstrará um talento especial para aprender línguas estrangeiras, dominando francês, inglês e russo. De 1883 até sua fixação definitiva na Romênia em 1889, teve permanentemente um professor romeno enviado pelo rei Carlos I: o Professor Vasile D. Păun, antigo diretor da Escola Secundária Gheorghe Lazăr em Bucareste. Ele foi obrigado a lhe ensinar a língua romena e a lhe dar aulas de literatura, história e geografia romenas.
Sua educação foi bastante espartana, apesar de sua origem principesca. Vasile D. Păun, seu professor de romeno durante seus estudos na Alemanha, apresentou desta forma:
| “ | Não cercado por professores trazidos para casa, como médicos para a cama de um fraco, mas enviados para o ginásio público, como o atual Imperador da Alemanha, como nosso Rei, não em uma carruagem, mas não importa quão ruim o tempo, a pé, sem luvas no inverno e sem guarda-sol no verão; submetido à disciplina militar em casa; acordado às seis da manhã, colocado em um banho frio, na mesma temperatura o tempo todo; alimentado, sem dúvida melhor do que um espartano, mas bastante frugal; levado à igreja todos os domingos; mantido longe de todas as festas que teriam enchido sua mente com visões vãs e seu coração com anseios estéreis; acostumado a ter somas muito insignificantes de dinheiro, dadas mensalmente, gastas com sabedoria, em coisas necessárias e justificadas até o último pfennig; então vigiado pelos olhos implacáveis de dois pedagogos, um civil e outro militar, longe, longe do seio da família, que não era a sua única vista em Sigmaringen três vezes por ano: no Natal, na Páscoa e durante as férias de verão; finalmente acostumado a ouvir o dourado palavras de Sua Alteza Real o Príncipe Carlos António muitas vezes repetidas a ele: "Não é suficiente que vocês tenham nascido príncipes, vocês devem trabalhar para provar que merecem o título". — Prof. Vasile D. Păun, Príncipe Fernando de Hohenzollern | ” |

Desde o momento em que Fernando se tornou um dos herdeiros do trono romeno, a vida e a obra do jovem príncipe estiveram constantemente sob os holofotes da opinião pública na Romênia. Por exemplo, uma notícia de 1887 afirmou que "o príncipe Ferdinando de Hohenzollern está gravemente doente em Duesseldorf". Outra notícia de uma data posterior afirmou que "o príncipe Fernando está passando por momentos admiráveis na guarnição de Potsdam".
Aspectos relacionados à incerteza da designação oficial de um sucessor ao trono também não foram negligenciados. Assim, embora os príncipes sejam criticados por seu menor interesse em aprender a língua romena, eles encontram circunstâncias atenuantes na obscura situação dinástica. "Os augustos netos do nosso Rei não se preocupam muito em aprender a língua romena. […] Talvez a incerteza que ainda rodeia a questão da sucessão ao Trono da Roménia também contribua, em grande parte, para o pouco cuidado que os Príncipes Fernando e Carol demonstram pela língua romena".

## Príncipe herdeiro

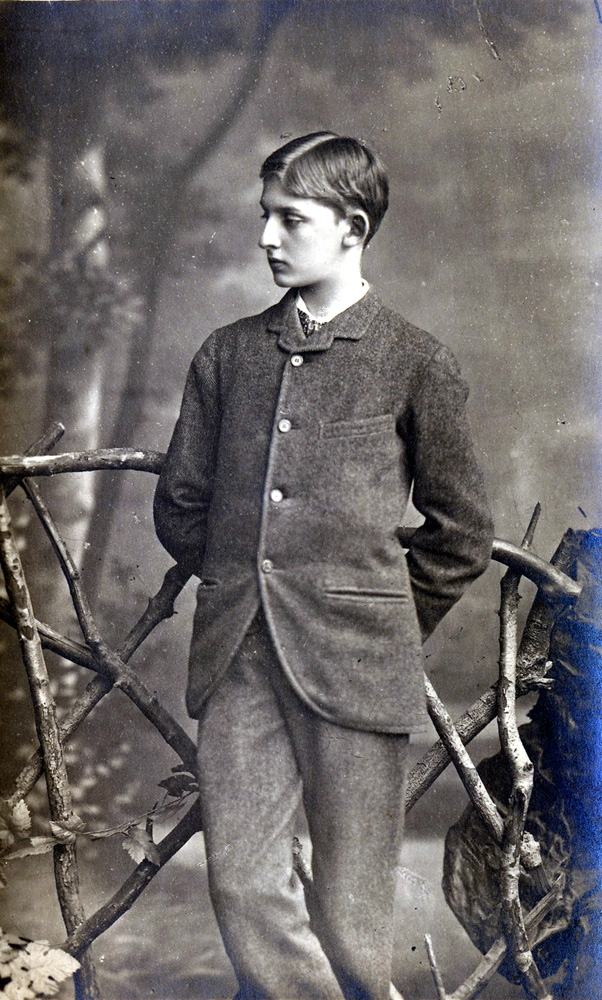
O jovem príncipe Fernando de Hohenzollern-Sigmaringen

Em 21 de novembro de 1880, o chefe da Casa de Hohenzollern-Sigmaringen, o príncipe Carlos António de Hohenzollern-Sigmaringen, juntamente com seus filhos, o príncipe soberano Carlos I da Romênia, o príncipe Leopoldo e o príncipe Frederico, concluíram o "Pacto de Família" pelo qual reconheceram as disposições constitucionais relativas à sucessão ao trono da Romênia. Com este ato, o príncipe Leopoldo renunciou aos seus direitos de sucessão em favor de seus filhos.
Assim, de acordo com o documento, os três filhos do príncipe Leopoldo, os príncipes Guilherme, Fernando e Carlos, tornaram-se a partir daquele momento "herdeiros presuntivos" do príncipe soberano da Romênia, Carlos I.
Em 14 de março de 1881, as assembleias legislativas aprovaram a emenda à Constituição da Romênia , que foi proclamada um reino, e o príncipe soberano Carlos foi proclamado rei. A cerimônia de coroação ocorreu em 10 de maio de 1881 e foi seguida por 8 dias de celebração nacional. Nesta ocasião, o príncipe Fernando faz sua primeira viagem à Romênia, acompanhando seu pai. Mais tarde, Fernando, sozinho ou com seu irmão Carlos, visitou a Romênia em maio de 1883, maio de 1885, e novembro de 1886.
Guilherme, irmão mais velho de Fernando, tentou viver nos Bálcãs por um ano, mas achou a vida insatisfatória. Preferindo viver na Alemanha como Príncipe de Hohenzollern, entregou as honras romenas ao irmão mais novo. Através da abdicação de seu pai (em 1880) e seu irmão mais velho, Guilherme (em 1886), Fernando tornou-se, sem querer, herdeiro aparente de seu tio, o rei Carlos I da Romênia. 
| “ | Chamado, no entanto, como príncipe herdeiro de Hohenzollern, para cumprir os deveres de um líder perante a Nossa Casa, minha consciência me impõe a obrigação de não deixar dúvidas sobre minha posição em relação aos arranjos constitucionais relativos à sucessão ao Trono Romeno, aos quais nossa família aderiu solene e integralmente pelo ato de 21 de novembro de 1880. Sou guiado por esses sentimentos ao levar à atenção de Vossa Majestade minha renúncia a quaisquer direitos que eu possa ter sobre a Coroa da Romênia, direitos que eu teria adquirido na ausência de um herdeiro direto de Vossa Majestade. No entanto, tenho plena confiança de que, se o Príncipe Fernando, meu irmão, fosse chamado para continuar a grande obra iniciada por Vossa Majestade, ele empregaria no cumprimento desta grande missão uma vontade determinada, um trabalho consciente e incansável, e toda a sua honra. — Carta de renúncia do príncipe Guilherme, Baden-Baden, 29 de dezembro de 1886 | ” |

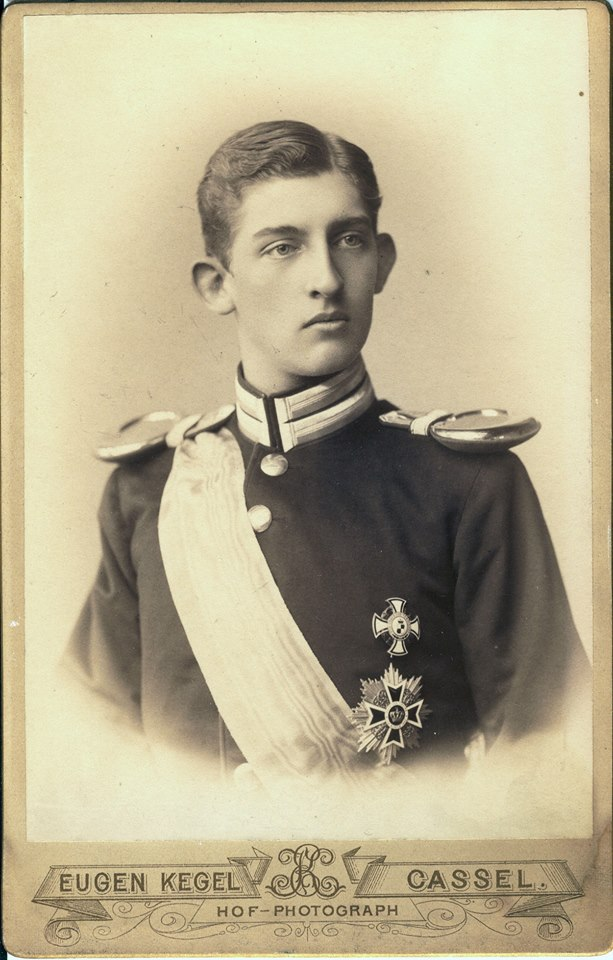
Fernando em uniforme militar

Fernando, que viveu a maior parte da vida à revelia, era fraco demais para recusar uma posição que lhe desagradava e para a qual era extremamente inadequado.
Em 14 de novembro de 1886, o príncipe Fernando alistou-se no exército romeno, com a patente de segundo-tenente no 3º Regimento de Linha.
Em 14 de março de 1889, o Senado Romeno votou uma moção para "inscrever em sua lista de chamada o segundo filho de SAR o Príncipe Leopoldo, Príncipe Fernando, com o seguinte título "Sua Alteza Real Fernando, Príncipe da Romênia, herdeiro presuntivo da Coroa".
Em 27 de março de 1889, Fernando enviou uma carta de resposta de Cannes ao Presidente do Senado, na qual tomou nota com calorosa gratidão da decisão do corpo legislativo e transmitiu sua intenção de vir permanentemente para a Romênia, bem como sua determinação em cumprir fielmente os deveres que lhe cabiam em sua nova função.
| “ | Estejam bem convencidos de que todos os meus atos serão animados pelo mais profundo amor à pátria, à qual me esforçarei por servir com todas as minhas forças, tomando como guia o exemplo dos seus grandes Senhores do passado, inspirando-me nas belas recordações que deixaram e tendo constantemente diante dos meus olhos o nobre exemplo do Rei Carlos I. Espero, assim, corresponder à confiança e às expectativas do povo romeno. — Príncipe Fernando | ” |

Em 17 de abril de 1889, o primeiro-ministro Lascăr Catargiu enviou o relatório nº. 1 ao rei para aprovação. 705, que solicitou a aprovação para publicação no Diário Oficial "dos 4 atos relativos à regulamentação da sucessão ao Trono de 1880 [...], bem como da carta de Sua Alteza Real o Príncipe Guilherme, Príncipe Herdeiro de Hohenzollern, datada de 29 de dezembro de 1886, que completa esses atos". De acordo com a Constituição, Fernando não era obrigado a se converter à Ortodoxia, mas foi estipulado que seus descendentes seriam batizados na religião Ortodoxa.
O príncipe Fernando chegou à Romênia em 19 de abril de 1889, vestido com o uniforme de segundo-tenente do 3º Regimento de Linha, sendo recebido na Estação Ferroviária do Norte por funcionários do estado, liderados pelo rei Carlos e pela rainha Isabel.
Em 23 de abril de 1889, por proposta do Ministro da Guerra, Fernando foi promovido "por escolha", ao posto de tenente, dentro do mesmo regimento, cujo comandante honorário era seu pai, o príncipe Leopoldo.

## Casamento

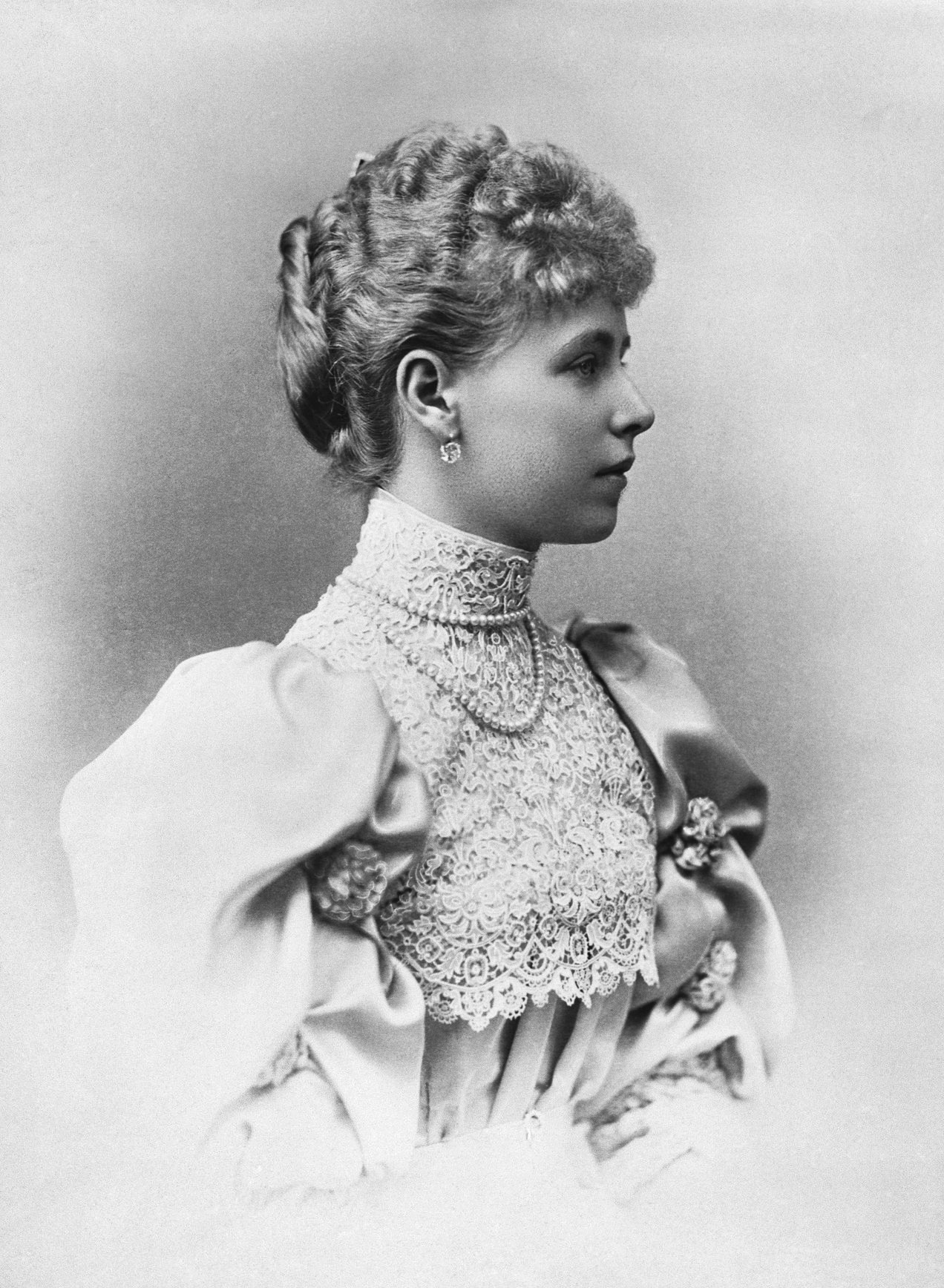
Princesa Maria de Edimburgo no ano de seu casamento, em 1893

A tia de Fernando, a rainha Isabel, planejava que ele se casasse com Elena Vacarescu, uma de suas damas de companhia. Porém, a Constituição Romena não permitia o casamento do rei ou de seu herdeiro com mulheres de origem romena e a tentativa da rainha gerou um grande desconforto Naquela época, não se tratava de pedir a opinião dos filhos, que tinham de casar por razões que não estavam relacionadas com sentimentos, mas sim com questões políticas.
A Casa Real da Romênia iniciou a busca por um casamento para o príncipe herdeiro Fernando, com a intenção de garantir o futuro desta dinastia. Assim, serão lançadas uma série de ações que visam contribuir para o conhecimento e a aproximação entre Fernando e a princesa Maria de Edimburgo, neta da rainha Vitória do Reino Unido. Os primeiros encontros em 1891 seriam um fracasso total, mas depois, através da intervenção enérgica do imperador Guilherme II da Alemanha, que chamou o tímido Fernando e ordenou-lhe que resolvesse a situação, simultaneamente com a pressão exercida pela mãe de Maria, a grã-duquesa Maria Alexandrovna da Rússia, as coisas seriam arranjadas, anunciando-se o noivado do novo casal, no verão de 1892.
Para formalizar o noivado, o rei Carlos I fez uma visita a Londres no outono de 1892 para se encontrar com o pai de Maria, o duque de Edimburgo (o futuro duque de Saxe-Coburgo-Gota), e depois com a rainha Vitória, que concordou com o casamento pretendido, oferecendo nesta ocasião a Carlos a Ordem da Jarreteira.
Em 10 de janeiro de 1893, em Sigmaringen, na Alemanha, foi celebrado o casamento de Sua Alteza Real Fernando, Príncipe Herdeiro da Romênia, com Sua Alteza Real Princesa Maria de Edimburgo. A celebração na verdade incluiu três cerimônias de casamento: civil, católica (religião de Fernando) e protestante (religião de Maria). O casamento civil ocorreu no Salão Vermelho do Castelo de Sigmaringen, oficiado por Karl von Wedel, Marechal da Corte Imperial, com o imperador Guilherme II da Alemanha sendo a primeira testemunha a assinar a certidão de casamento. A cerimônia principal, a católica, ocorreu na catedral da cidade, sendo o primeiro casamento de uma princesa britânica com um príncipe católico em várias centenas de anos. A terceira cerimônia, a protestante, foi mais modesta, sendo oficiada em um dos salões do palácio por um capelão da Marinha Real Britânica.
Embora o rei Carlos I, sempre movido pelo senso de dever, tenha desejado ao casal apenas um simples Honigtag ("dia de mel"), os recém-casados reais passaram, ainda assim, a lua de mel no Castelo de Krauchenwies, próximo a Sigmaringen. De lá, partiram rumo ao país, com uma breve parada em Viena, onde cumpririam sua primeira missão oficial: visitar o imperador Francisco José I da Áustria. Considerando o delicado contexto político da época, encontrava-se em pleno andamento o processo do Memorando Transilvano, a visita foi breve, seguida por uma travessia noturna da Transilvânia, com as luzes do trem apagadas. O casal principesco foi calorosamente recebido já na passagem pela fronteira, em Predeal, sendo então agraciado com uma série de cerimônias e recepções oficiais. Por ocasião do retorno do casal ao país, foram celebrados 32 casamentos de camponeses romenos na Igreja de São Spiridon Novo, em Bucareste, seguidos de um banquete no Ateneu Romeno, onde o príncipe Fernando também apresentou sua esposa.
Fernando e Maria tiveram que participar de uma série de eventos oficiais imediatamente após seu retorno ao país da lua de mel, por ocasião do casamento do casal principesco, onde, embora tenham conhecido toda a elite política, cultural e militar da Romênia, o rei Carlos teve o cuidado de não fazer amigos na sociedade romena porque "amigos nem sempre eram os melhores conselheiros, além disso, o favoritismo cria ciúmes, então é mais seguro não ter amigos". Os primeiros anos de casamento não foram os mais felizes, sendo marcados pelo fato de que, como Maria destacou, "meu marido era escravizado pelo culto ao velho de ferro, sempre tremendo ao pensar que suas ações poderiam desagradar a esse escravo da dívida que era o chefe da família".

## Relações familiares

### Fernando e Maria

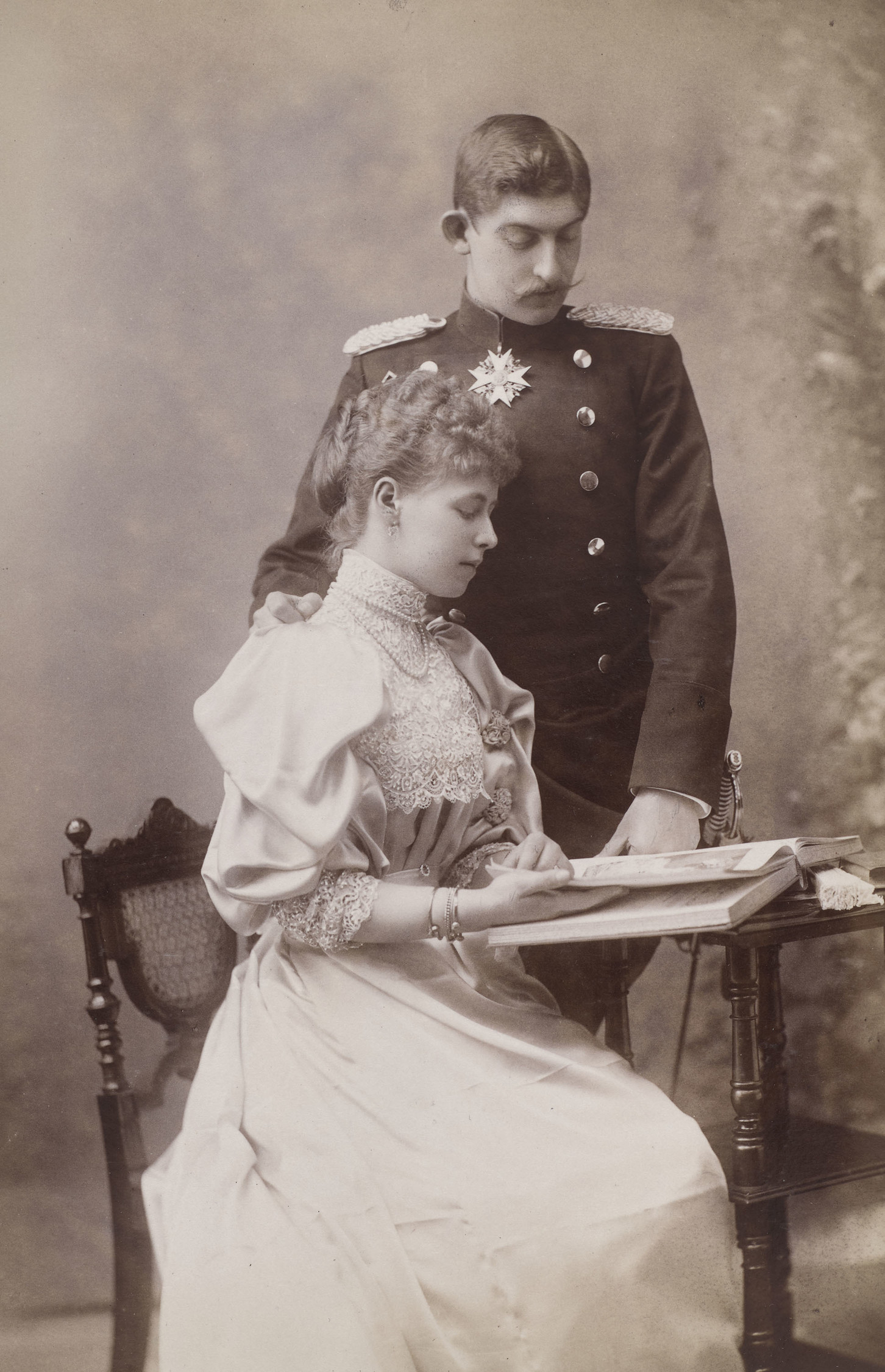
Fernando e Maria como príncipes herdeiros, em 1893

A relação do casal principesco e depois real Fernando e Maria era complexa e com uma evolução sinuosa ao longo do tempo, mas o que constituía uma constante dessa relação era a dissociação permanente entre a vida pública e a privada, que ambos, Fernando e Maria, faziam. Eles nunca deixaram que problemas pessoais ou conjugais tivessem precedência sobre as funções públicas que desempenhavam na sociedade, concentrando suas energias e esforços de forma coordenada para cumprir a missão que lhes fora designada. "A nossa honesta preocupação sempre teve um único objectivo: a Romênia. Quaisquer que tenham sido os nossos erros, fomos sempre animados pelas melhores intenções"
O fato de esse casamento ter sido estabelecido por interesses dinásticos, sem que os dois futuros cônjuges tivessem qualquer palavra a dizer, bem como a diferença de idade e temperamento, tornou a relação entre os dois bastante tumultuada e desigual nos primeiros anos de casamento.
| “ | Somos de naturezas totalmente diferentes, não conseguimos entender certas coisas porque nossas mentes funcionam de forma completamente diferente. Na juventude, fazíamos um ao outro sofrer, éramos como dois cavalos mal acasalados, embora sempre houvesse questões em que concordávamos. — Rainha Maria | ” |

Com o tempo, com o aparecimento dos filhos, com a melhor compreensão de Fernando e com a melhor integração da princesa Maria na Casa Real e na sociedade romena, o casal principesco conseguiu superar a maioria dessas asperezas, representando um fator de estabilidade para o futuro da dinastia e da Romênia em geral. Este período foi melhor resumido pela rainha Maria, que a certa altura confessou ao rei Fernando: "que pena termos tido de desperdiçar tantos anos da nossa juventude a aprender a viver juntos!"
A diferença de temperamento entre Maria e Fernando às vezes levava à percepção de que ele estava sob o domínio de sua enérgica esposa, o que muitas vezes era apenas uma aparência. Embora Fernando tomasse decisões com dificuldade e muitas vezes ajudado por outros, incluindo a rainha, ele só tomava as decisões que ele mesmo concluía serem as corretas.
| “ | A opinião comum é que ele estava sob a influência da Rainha Maria, que devia a ela as decisões que o levaram à glória de unificar a nação. Isso não é exato. É claro que, em alguns assuntos, a Rainha Maria exerceu alguma influência sobre ele. Personalidades ainda mais poderosas e próximas a ele poderiam influenciá-lo, sem mencionar uma personalidade tão determinada e viva como a Soberana. Mas ela não podia exercer uma influência verdadeira e decisiva, porque o vínculo espiritual entre eles era muito fraco, estavam muito distantes e eram estranhos um ao outro. Em sua juventude, ele a amara muito, mas esse amor não fora correspondido". – Ion G. Duca, Memórias | ” |

Além dos amores fugazes do rei Fernando e da rainha Maria, o relacionamento deles como casal se fortaleceu a ponto de tolerância e camaradagem serem estabelecidas entre eles com base em preocupações compartilhadas pelo país e pela família. Ela se curva à superioridade dele como rei e homem em público. Ele se curvou diante dela na vida privada. "Agora somos os melhores associados, os camaradas mais leais, mas nossas vidas se cruzam apenas em certos assuntos".
| “ | Quando ascenderam ao trono, seu amor já estava extinto havia anos. [...] O rei, porém, admirava muitas das qualidades de sua esposa — sua vontade, sua sinceridade, sua vitalidade, sua alegria, mas isso era tudo. Semanas e meses se passaram sem que se falassem, exceto banalidades à mesa e diante de testemunhas. Nenhuma intimidade entre duas vidas que seguiam por caminhos separados. O trono, por um lado, e suas repetidas tentativas, por outro, os aproximaram novamente, quer queira quer não, mas não o suficiente. É certo que, no fundo de sua alma, ele nutria verdadeira estima e verdadeira confiança por ela, mas a conhecia bem demais para não se envergonhar dela". – Ion G. Duca, Memórias | ” |

### Relacionamento com os filhos
Em março de 1896, o casal herdeiro da coroa romena mudou-se para a nova residência principesca, o Palácio Cotroceni, que, a partir de 1892, começou a ser especialmente arranjado para esse fim pelo rei Carlos I. Esse fato permitiria um maior grau de independência na vida privada da família principesca e o início de um distanciamento da tutela do rei. Carlos também construiu uma nova residência de verão para os príncipes herdeiros, o Castelo de Pelișor, localizado no complexo da família real em Sinaia, inaugurado em 1903. Foi neste último castelo que a maioria dos filhos do casal nasceram.

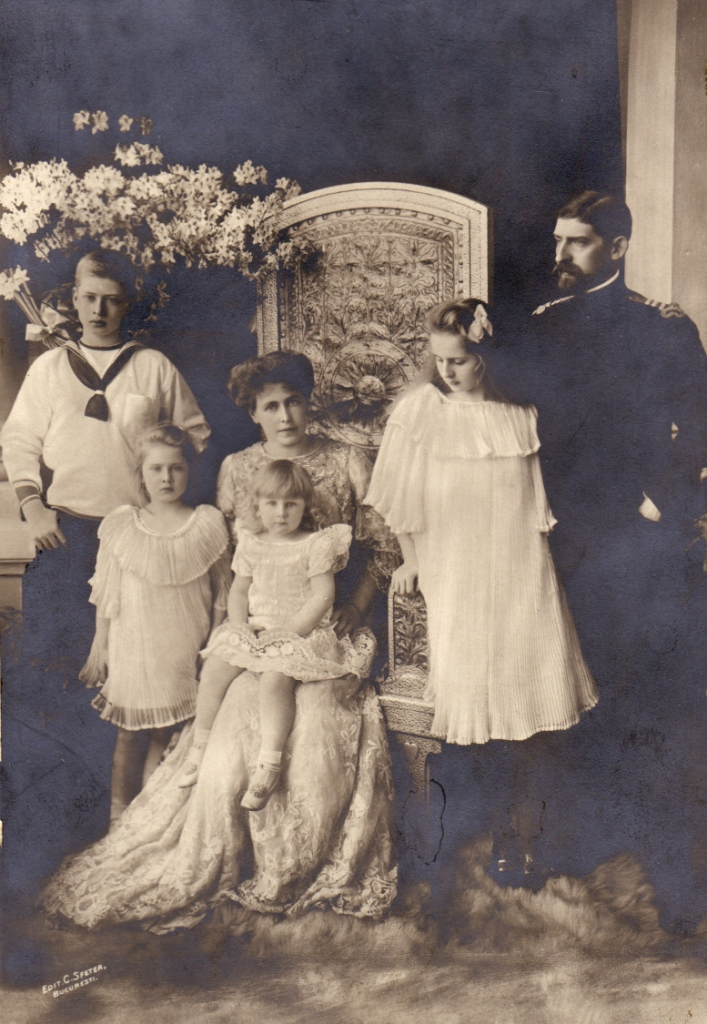
A família dos príncipes herdeiros em 1913. Da esquerda para a direita: príncipe Carlos, princesa Maria, princesa herdeira Maria com o príncipe Nicolau, princesa Isabel e príncipe herdeiro Fernando

Fernando e Maria tiveram um total de 6 filhos, um dos quais, o príncipe Mircea, morreu jovem. Seu primeiro filho nasceu apenas nove meses e cinco dias após o casamento, o príncipe Carlos, nascido em 1893. Depois vieram a princesa Isabel (1894), a princesa Maria (1900), o príncipe Nicolau (1903), a princesa Helena (1909) e o príncipe Mircea, nascido em janeiro de 1913.
As relações entre pais e filhos na família real de Fernando e Maria eram aparentemente normais, mas, na verdade, tanto o rei quanto a rainha não se envolveram na educação dos filhos reais tanto quanto seria necessário, para que eles pudessem realizar e compreender plenamente a missão que lhes cabia dentro da sociedade romena. Maria, infantil e ousada por natureza, não conseguiu supervisionar os filhos com rigor, enquanto Fernando, por sua incapacidade de tomar decisões e principalmente por sua timidez excessiva, não conseguiu se impor na vida dos filhos. As crianças, é claro, recebiam a instrução adequada à sua posição, mas a Casa Real não podia substituir uma verdadeira instituição pedagógica. A corte representava um ambiente bastante frouxo, no qual cada criança real crescia por sua própria vontade, sem uma educação rigorosa e adequada à sua futura missão, e a formação de sua personalidade sofria de sérias lacunas.
Maria admitiu que "não tive nenhum pedagogo" e, quanto ao príncipe Fernando, disse:" Nando cuida de seus selos e regulamentos militares, deixando a educação das crianças para a primeira pessoa que insiste em fazê-lo. Com ele, o medo de, de alguma forma, fazer algo errado o impede de fazer as coisas que deveria fazer".

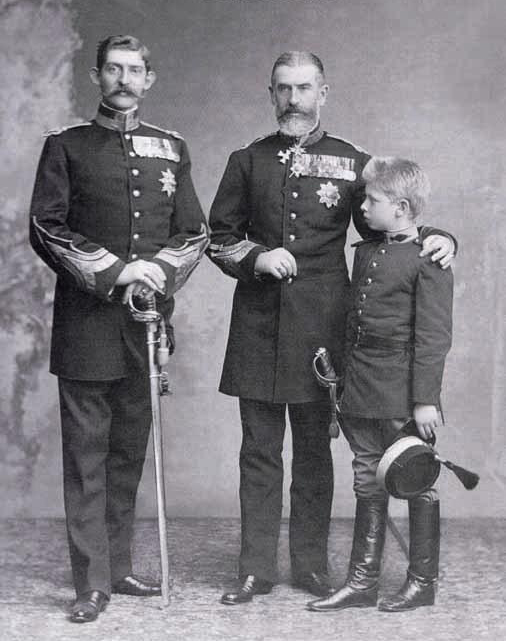
Príncipe herdeiro Fernando, o rei Carlos I e o príncipe Carlos, c. 1905

Além de tudo isso, a interferência do rei Carlos I e da rainha Isabel, tirando os ainda pequenos príncipes homónimos do convívio de seus pais – porque o rei considerava que a educação da futura herdeira do trono era uma de suas responsabilidades e seu direito como chefe de família e rei – provocou um distanciamento nunca superado entre Fernando e Maria e os dois filhos mais velhos.
| “ | Sabe-se que é tradição na família Hohenzollern que os governantes se desentendam com seus herdeiros. O Rei Carlos não se desviou dessa tradição familiar. Ele não tinha afeição pelo Príncipe Fernando, tiranizou-o o máximo que pôde e o humilhou mais do que o necessário. Mas não cuidou do Príncipe Carlos, a quem afirmava amar — menos, porém, do que o Príncipe Nicolau, sem dúvida seu sobrinho mimado — da mesma forma. Ele negligenciou completamente sua instrução e educação, como se quisesse deixar a Romênia com descendentes completamente despreparados para assumir a sucessão. – Ion G. Duca, Memórias | ” |

A incapacidade de educar os filhos da família principesca no sentido de compreender seu papel e propósito público era "um produto da cooperação de muitas autoridades e de pouca disciplina".

## Reinado

### Primeira Guerra Mundial

#### Neutralidade

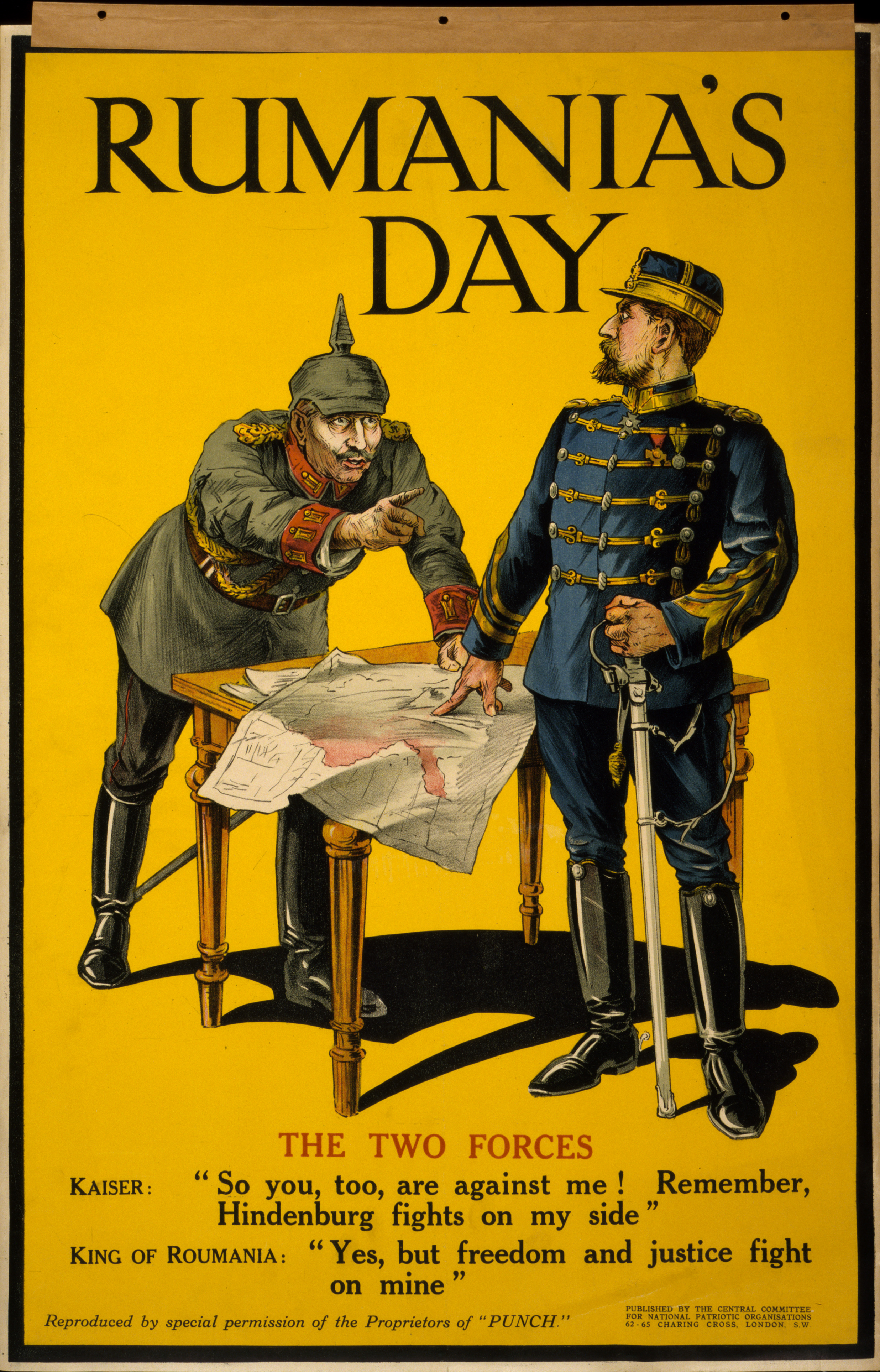
Pôster britânico alusivo à adesão de Fernando à Tríplice Entente contra as Potências Centrais, de seu primo, o imperador Guilherme II da Alemanha

O príncipe Ferdinando ascendeu ao trono da Romênia em 11 de outubro de 1914, após a morte do rei Carlos I. Foi um período crucial na história romena, marcado pela eclosão da Primeira Guerra Mundial, na qual tanto a família real quanto toda a sociedade romena estavam profundamente divididas em campos que apoiavam a neutralidade ou a entrada na guerra do lado de uma ou outra das duas alianças conflitantes.
A morte do rei Carlos I desencadeou automaticamente uma situação política tensa. No parlamento, o novo casal governante foi recebido com calor e esperança, recebendo longos aplausos.
Apesar da pressão financeira e moral da Tríplice Entente e das Potências Centrais, a Romênia permaneceu fiel à neutralidade durante os dois primeiros anos da Primeira Guerra Mundial. O país não estava pronto para a guerra. Ferdinando consegue resistir às pressões internas e externas para se juntar a um dos campos.
| “ | Fernando é antes de tudo o Rei da Romênia e um excelente patriota... Nando [Fernando] pode não ser muito enérgico, mas tem uma dose estranhamente forte de resistência e quanto mais ele é constrangido e ameaçado, menos ele se move; ele não é o que pode ser chamado de um homem de ação, mas não pode ser intimidado. – Rainha Maria sobre Fernando | ” |

Fernando e o primeiro-ministro Ionel Brătianu usaram as conexões da rainha Maria com as casas reais russa e britânica para apresentar em detalhes os desejos da Romênia de alcançar um estado nacional unitário, bem como as justificativas para os motivos nos quais esses desejos se baseavam. Por meio desses contatos "não oficiais", foi possível "contornar" as restrições da neutralidade e tornar conhecida a posição da Romênia.
Após concluir longas e difíceis negociações com representantes da Tríplice Entente, materializadas pela conclusão de um tratado político e uma convenção militar, a Romênia entrou na guerra em 14 de setembro de 1916, declarando guerra ao Império Austro-Húngaro.

#### Romênia durante o conflito
Durante o período em que a Romênia permaneceu neutra, a principal missão do exército consistia em proteger as fronteiras do país, ao mesmo tempo em que organizava e realizava a preparação de grandes unidades e unidades subordinadas para uma possível entrada na guerra, com rigor, mas com discrição e sem parecer provocativo. A missão foi dificultada pelo fato de os dois vizinhos, Rússia e Áustria-Hungria, estarem envolvidos em confrontos militares de larga escala, bem na fronteira romena , na frente da Bucovina e da Galícia.

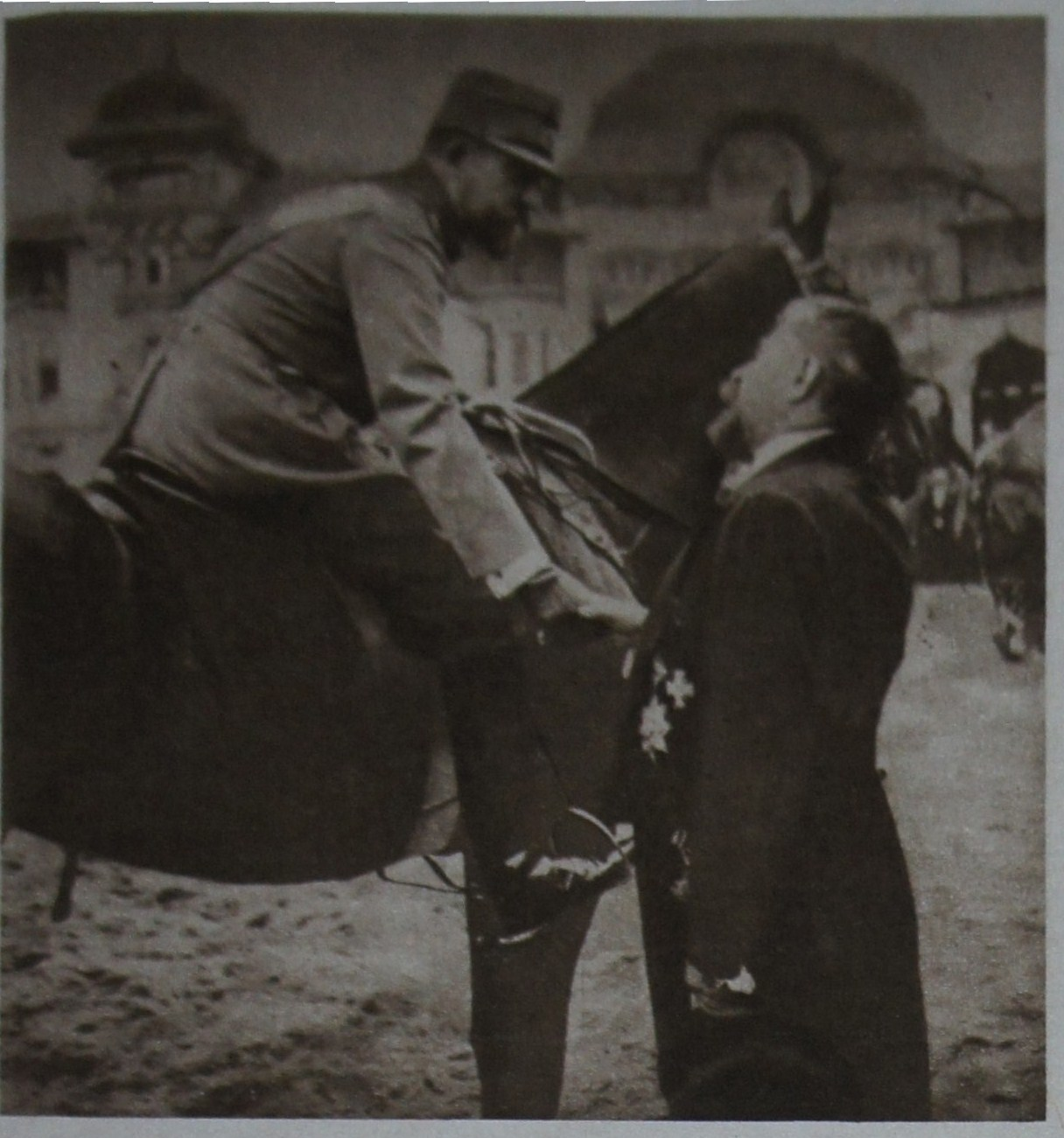
Rei Fernando a cavalo com o primeiro-ministro Ionel Brătianu em 1916

Em 17 de agosto (4 de agosto no calendário juliano) de 1916, na casa de Vintilă Brătianu em Bucareste, o primeiro-ministro Ionel Brătianu assinou secretamente, em nome da Romênia, os documentos pelos quais a Romênia se comprometia a entrar na guerra ao lado da Tríplice Entente.
Em 27 de agosto (14 de agosto no calendário juliano) do mesmo ano, o rei Fernando presidiu o Conselho da Coroa, durante o qual uma decisão dramática foi tomada: a entrada da Romênia na guerra contra seu país natal, a Alemanha. Ao ouvir a notícia de que a Romênia havia se aliado à Entente, a família na Alemanha o rejeitou, e no Castelo de Hohenzollern a bandeira heráldica da família foi hasteada em luto. Como consequência desta "traição" contra suas raízes germânicas, Guilherme II da Alemanha apagou o nome de Fernando dos registros da Casa de Hohenzollern.[carece de fontes?]
O plano de campanha de 1916, "Hipótese Z", definiu o principal objetivo político da guerra como "a realização do nosso ideal nacional, isto é, a unificação da nação, através da libertação dos territórios habitados pelos romenos, que hoje estão incorporados à monarquia austro-húngara".
De acordo com as disposições do mesmo plano, no momento da declaração de mobilização, quatro exércitos foram criados: Exército 1, Exército 2, Exército 3 e Exército do Norte, através da transformação dos corpos de exército existentes. Um elemento que dificultou muito a implementação desse plano foi o fato de a formação dos quatro comandos do exército ter sido feita depois do início da mobilização e não antes dela, como seria normal. Portanto, os comandos recém-criados não conseguiram administrar essa difícil operação, assumindo o comando de forças subordinadas e o controle das operações em andamento simultaneamente com seu próprio estabelecimento. A exceção foi o Exército do Norte, onde o General Prezan, comandante do 4º Corpo de Exército, foi nomeado comandante do recém-criado Exército do Norte, sendo o único que teve a chance de comandar as tropas que já tinha sob seu comando, algo que não aconteceu no caso dos outros três exércitos. Este é também um dos principais fatores que contribuíram para a maneira organizada e disciplinada com que as ações militares do Exército do Norte foram lideradas e executadas, em comparação com as hesitações e improvisações que se manifestaram nas operações realizadas pelo resto do exército romeno.
Apesar de todo o entusiasmo na fase inicial da guerra, favorecida pelo rápido avanço na Transilvânia, uma série de decisões políticas e militares errôneas, bem como a entrada da Bulgária na guerra, fizeram com que a situação no campo de batalha se revertesse rapidamente, com grande parte do território da Romênia sendo ocupada pelas tropas das Potências Centrais.
No exército, em meio à incompetência demonstrada por grande parte do comando superior, começava a se manifestar uma atitude derrotista e resignada, que o rei tentava combater com firmeza.
| “ | Na situação atual, não permito qualquer conversa sobre retirada. Todos, a começar pelo general que comanda o exército, devem demonstrar extrema energia [...] Qualquer falha, qualquer ideia de retirada não motivada pela pressão real do inimigo, deve ser imediatamente reprimida com pena de morte. O Exército do Norte, em situação difícil e enfrentando ataques de forças superiores, contra-atacou admiravelmente por 10 dias consecutivos e conseguiu expulsar o inimigo da fronteira. Espero o mesmo dos outros exércitos. – Rei Fernando I, Ordem do Comando Supremo n.º 2262 de 11 de outubro de 1916 | ” |

Após a série de derrotas sofridas pelo Exército romeno em Oltênia e Muntênia, a perda da batalha de Bucareste comprometeu definitivamente a situação do chefe do Quartel-General do Exército, Brigadeiro-General Dumitru Iliescu . Ferdinando intervém decisivamente e pede ao primeiro-ministro que demita seu protegido e deixe a gestão efetiva das operações do exército para o Grande Quartel-General, sem a interferência do Ministério da Guerra, que ele chefiava.
Fernando e todo o governo romeno se refugiaram em Iaşi em dezembro de 1916. Foi um período extremamente difícil para o rei e sua família, pois em novembro de 1916, o príncipe Mircea, o sexto filho do casal real, morreu de febre tifoide com apenas 3 anos de idade. Eles foram forçados a enterrá-lo às pressas, com a rainha Maria relembrando em suas memórias a dor de não poder visitar o túmulo devido à ocupação.
A Romênia enfrentou a devastação do tifo, enquanto os agitadores bolcheviques se infiltravam a partir da Bessarábia, incitando os soldados desmoralizados a abandonar a luta e a levantar-se contra a "classe opressora". Nesse contexto, Fernando prometeu realizar uma reforma agrária após a guerra, conseguindo assim pôr fim a essas tendências centrífugas.

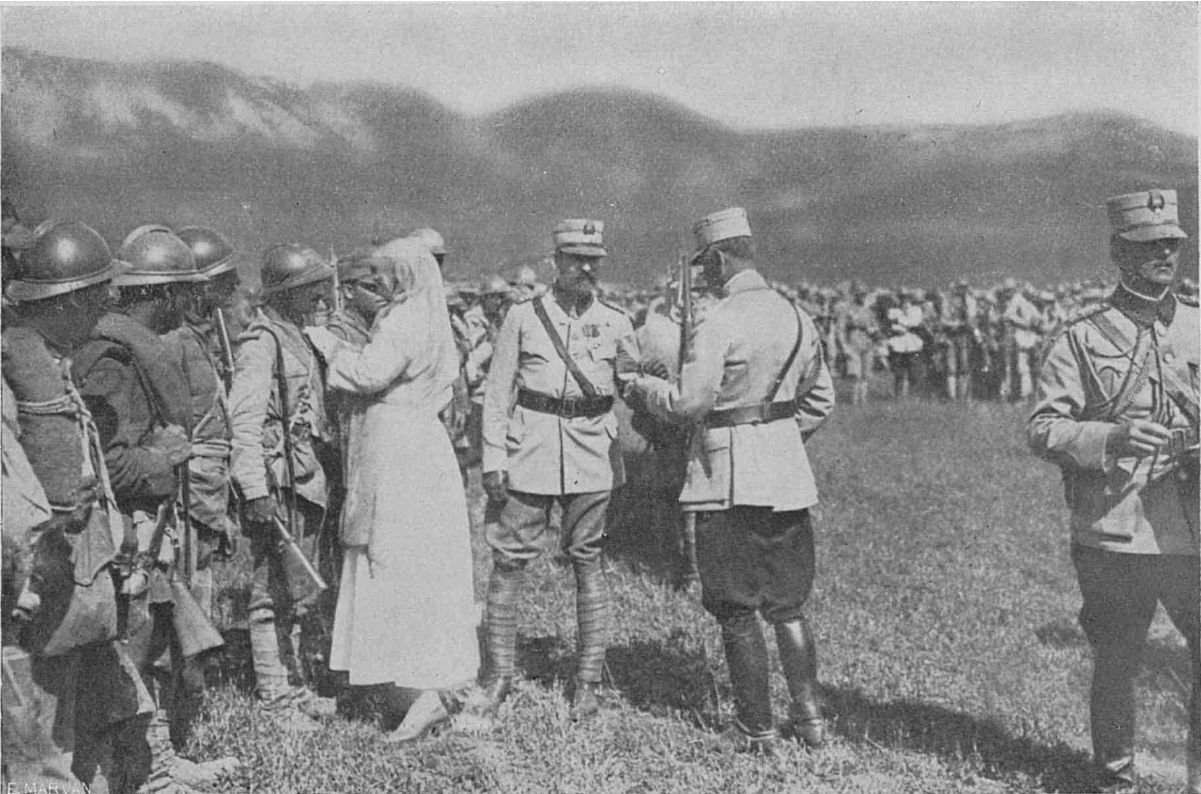
Fernando e Maria condecorando os soldados que lutaram em Mărășești, em agosto de 1917

A presença permanente e direta do rei Fernando e da rainha Maria entre os soldados que lutavam nos setores mais difíceis da frente, bem como a promessa solene do rei de que parte das terras do país retornaria a eles, levaram à criação de uma simbiose entre a família governante e o povo, fato que seria comprovado nas difíceis condições de 1917-1918. 
| “ | Embora os russos nos tenham dado um mau exemplo, com muitos deles se tornando bolcheviques e desertando de seus postos aos milhares, nossos soldados, mal alimentados, insuficientemente armados, raramente elogiados, eternamente cansados, permaneceram fiéis ao rei, inabaláveis em meio à derrota de seus antigos aliados. Vivi entre eles em todos os lugares, nos hospitais, no front, até nas trincheiras; vi-os famintos, esqueléticos, renascidos, tornando-se seres saudáveis e fortes novamente. Eles juraram resistir como um muro para defender o último pedaço de terra romena que ainda era nosso. –Rainha Maria | ” |

Durante a guerra, Fernando e especialmente Maria contribuíram significativamente para concentrar o esforço de guerra e manter o moral do exército, embora a conclusão de um tratado de paz separado pela Rússia tenha causado o colapso da frente oriental, deixando a Romênia sozinha contra as Potências Centrais. A opção do exército romeno se refugiar na Rússia para ser transportado pela frota britânica para a Frente Ocidental chegou a ser considerada.
Após a assinatura da Trégua de Focșani com as Potências Centrais em 9 de dezembro de 1917 (26 de novembro no calendário juliano), as relações entre a rainha Maria, por um lado, o rei Fernando, Ion IC Brătianu e Barbu Știrbey deterioraram-se, como resultado das suas posições divergentes sobre acções futuras. Maria considera o armistício um mecanismo no qual a Romênia conseguiu o que queria, enquanto Brătianu e Știrbey o consideram uma manobra diplomática para ganhar tempo. Os desenvolvimentos futuros confirmariam o ponto de vista da rainha; a partir daquele momento, as Potências Centrais não fizeram nada além de "apertar o parafuso da engrenagem", levando em apenas três meses à assinatura da humilhante Paz de Bucareste.
A incapacidade da liderança política do país de identificar uma solução viável, bem como o contexto externo desfavorável, forçaram o rei Fernando a aceitar um encontro com o ministro do Império Austro-Húngaro, Conde Czernin, em 27 de fevereiro de 1918, que, em tom arrogante e humilhante, pediu-lhe que assinasse a paz ou seria substituído por outro rei das casas reais austríaca ou alemã. "O rei chorou e deu a impressão de que queria fazer a paz, mas que ainda estava nas mãos daqueles ao seu redor", registra Alexandru Marghiloman.
O rei e o governo resignaram-se e, na ausência de outras opções, decidiram iniciar negociações para uma paz separada, embora estivessem cientes de que, uma vez concluída tal paz, de acordo com as disposições do tratado de agosto de 1916, a Romênia se excluiria da Entente e seria implicitamente incapaz de participar como país aliado na conferência de paz, no caso de uma vitória da Entente. A rainha Maria se opôs veementemente à assinatura desta paz, um fato que atrairia reprovações de Fernando, Brătianu e Știrbey. Em um ato sem precedentes que nunca mais se repetiu, a rainha os confrontou, demonstrando pela primeira vez que ela poderia ser um fator político a ser considerado.
A rainha também conquistou o príncipe herdeiro Carlos, que no Conselho da Coroa de 3 de março de 1918 se opôs à assinatura de uma paz separada, dizendo: "Espero que neste país seja encontrado um estadista que ajude o rei a não assinar uma paz humilhante".
A perspectiva da divisão da monarquia, mas também a consciência dos líderes políticos de que naquela situação desesperadora o único elo viável do país com a Entente era representado apenas pela rainha Maria, levaram Fernando a fazer tudo o que estava ao seu alcance para não assinar o tratado de paz separado. Após a guerra, a maioria dos políticos reconheceu que este foi o momento crucial que contribuiu para preservar os direitos da Romênia como um estado aliado, reconhecendo os méritos da ação do rei e da rainha em tomar e executar esta decisão extremamente difícil.
Eventualmente, a situação mudaria. Em 1918, ano do nascimento da Grande Romênia, a situação de guerra se voltou contra as Potências Centrais e Fernando retornou a Bucareste à frente do exército, passando sob o Arco do Triunfo, recebido pela população entusiasmada. O exército romeno chegou a Budapeste, entrando na capital húngara em 4 de agosto de 1919 e libertando a Hungria do regime comunista de Béla Kun. Este último fugiu, via Viena, para a União Soviética.

### Rei da Grande Romênia

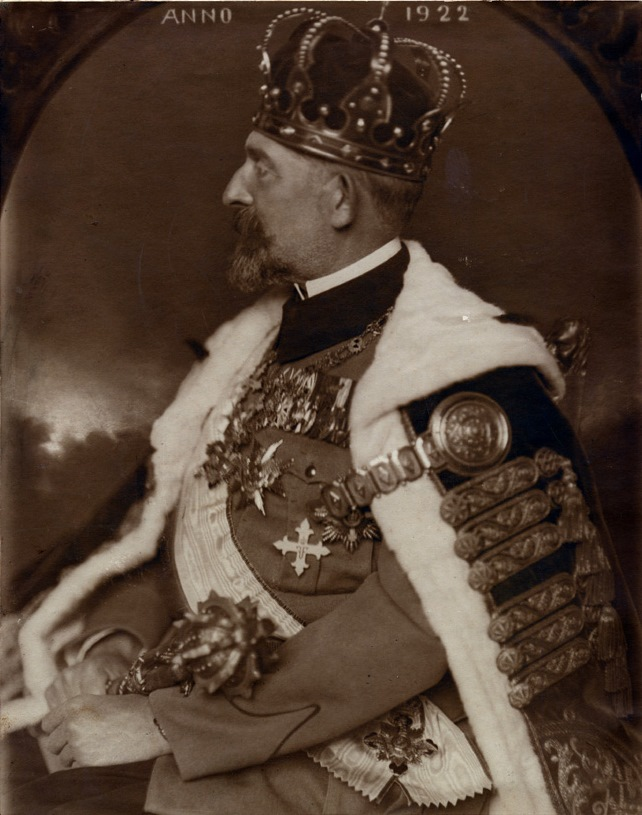
Fotografia da coroação do rei Fernando I, em 1922

Fernando foi coroado "Rei da Grande Romênia" em 15 de outubro de 1922 na Catedral de Alba Iulia.
A vida política doméstica durante seu reinado foi dominada pelo Partido Liberal Nacional, liderado pelos irmãos Ion I. C. e Vintilă Brătianu. A união com a Transilvânia, no entanto, ampliou a base eleitoral da oposição, cujos principais partidos se uniram em janeiro de 1925 - outubro de 1926 para formar o Partido Nacional Camponês.

### Crise dinástica

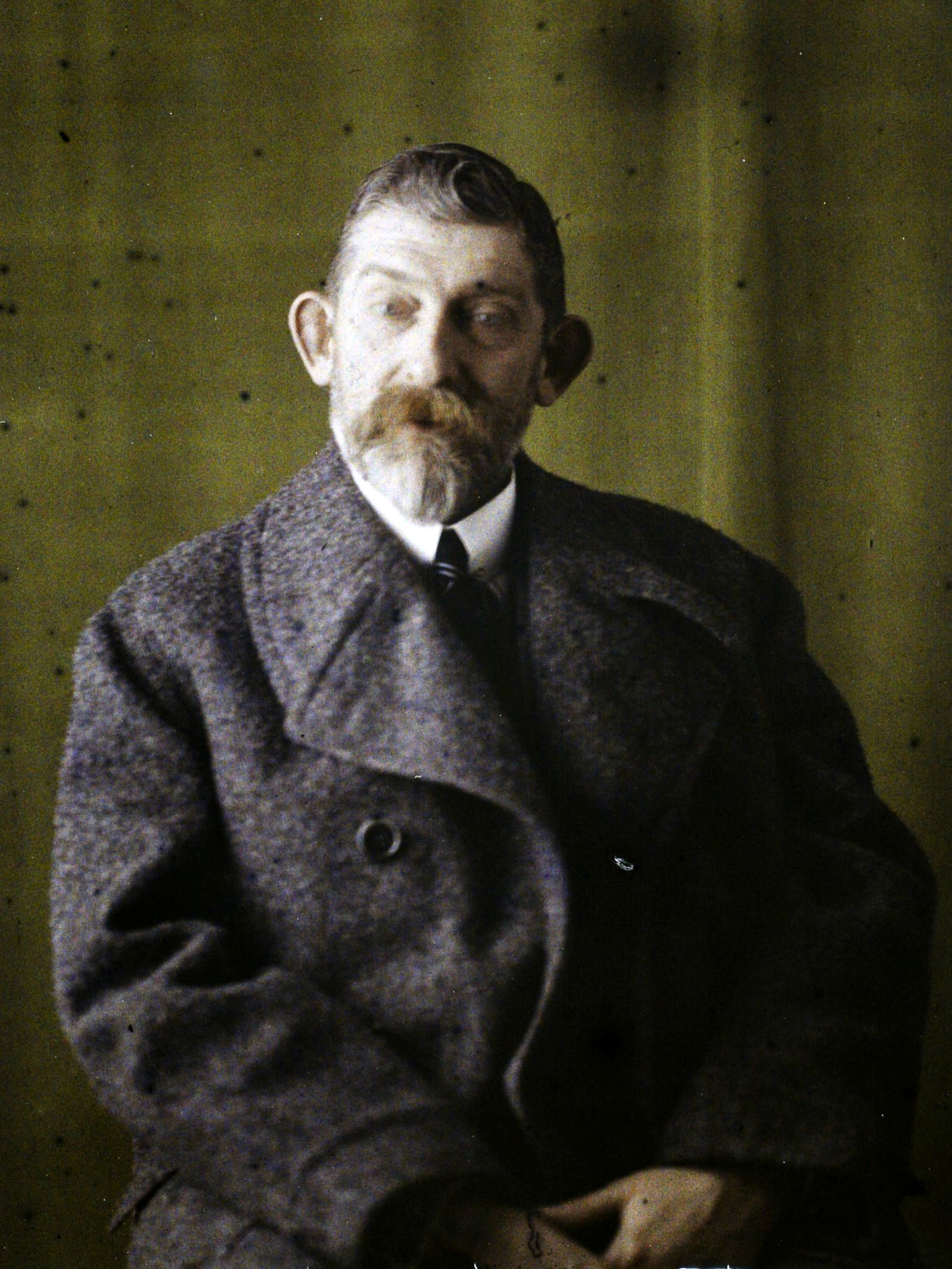
Autocromo de Fernando em 1924

Ao contrário dos sucessos alcançados após a guerra, coroada pela criação da Grande Romênia, a vida pessoal do rei enfrentava problemas causados por Carlos, o príncipe herdeiro, que vivia uma vida escandalosa e, violando a lei monárquica, casou-se secretamente com Zizi Lambrino em Odessa. O casamento acabou sendo anulado no Tribunal de Ilfov, Ioana Lambrino foi exilada junto com o filho ilegítimo de Carol, e o príncipe foi enviado em uma longa viagem ao redor do mundo, para "esquecer" Ioana Lambrino.
Em 10 de maio de 1921 , Carlos casou-se, em Atenas, com a princesa Helena da Grécia e Dinamarca, filha do rei Constantino I da Grécia, e em outubro de 1921, Fernando testemunhou o nascimento de seu neto, Miguel. No entanto, o casamento entre Carlos e Helena não durou muito, pois Carlos conheceu Magda Lupescu, filha do farmacêutico judeu Nuham Grunberg (que mais tarde seria batizado e mudaria seu nome para Nicolae Lupescu, para abrir uma farmácia em Bucareste) e esposa do capitão Ion Tâmpeanu, já em fevereiro de 1919. Um relacionamento amoroso floresceu rapidamente entre os dois, levando ao seu estabelecimento em Paris, com Carlos abdicando de seus direitos sucessórios em 1925 por meio de duas cartas enviadas a seu pai, em 12 e 28 de dezembro. Nessas circunstâncias, Fernando foi forçado a aceitar a decisão de seu filho e, em 4 de janeiro de 1926, o Parlamento ratificou a abdicação de Carlos ao trono romeno, sendo seu filho, Miguel, declarado herdeiro do trono.

## Morte
Fernando morreu em 20 de julho de 1927, de câncer intestinal e foi sucedido no trono por seu neto Miguel, sob uma regência de três pessoas, que incluía o segundo filho de Fernando, o príncipe Nicolau, Miron Cristea, o patriarca da Igreja Ortodoxa Romena, e Gheorghe Buzdugan, o presidente do Supremo Tribunal de Justiça. Após a morte de Buzdugan, em outubro de 1929, o Parlamento elegeu Constantin Sărățeanu como regente. A Romênia esteve sob a autoridade da Regência entre 1927 e 1930.

## Historiografia

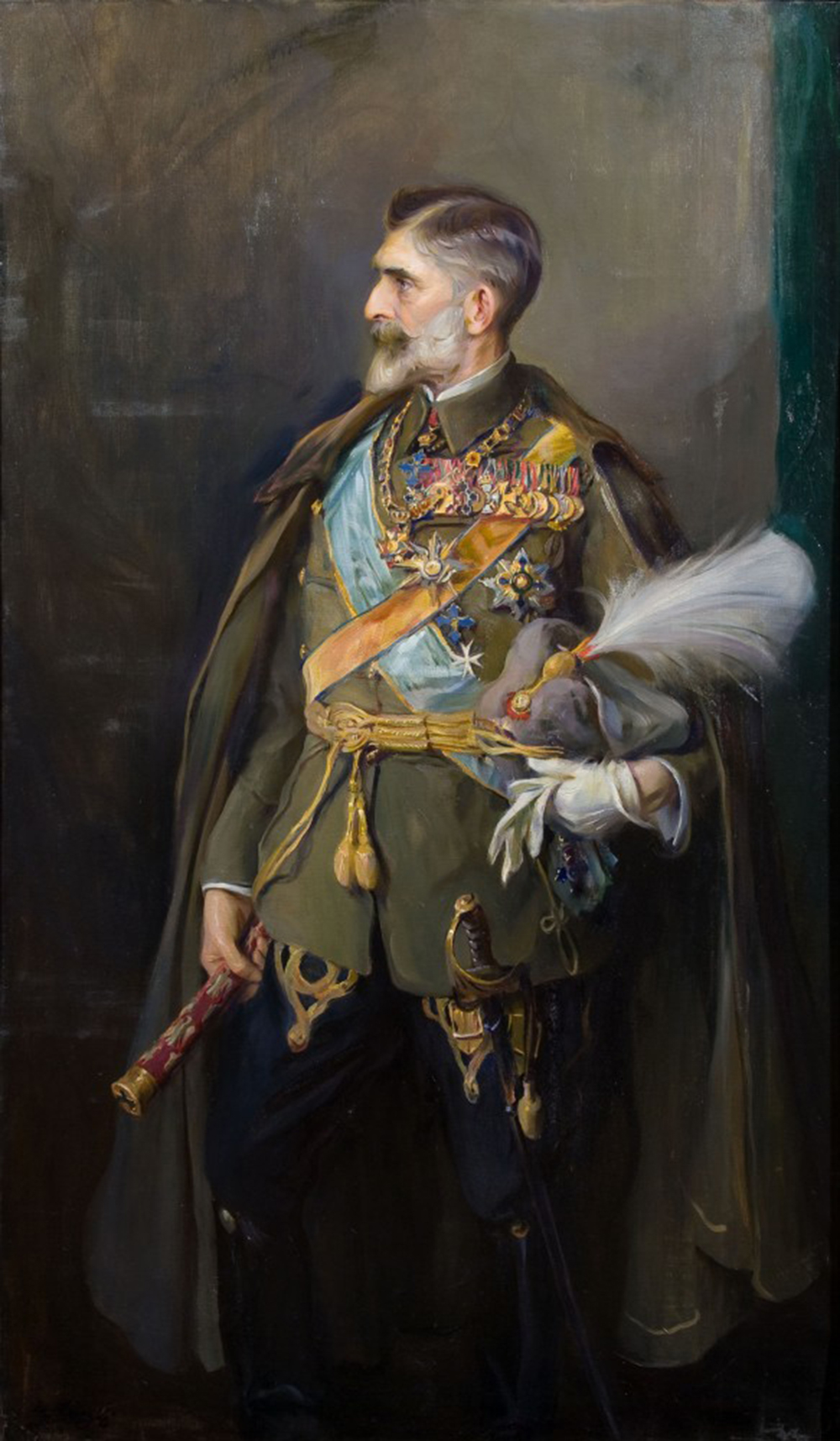
Retrato póstumo de Fernando, por Philip de László, 1936

O historiador Gerhard Grimm escreveu sobre Fernando:
| “ | Fernando governou o país com estrito respeito à Constituição e colocou seu dever como Rei da Romênia acima de seus sentimentos pessoais (como foi o caso ao declarar guerra contra seu país natal ou excluir seu próprio filho da Casa Real da Romênia). Ele era dotado de uma devoção incansável ao dever, profundo pensamento social e a capacidade de encontrar equilíbrio diante da adversidade. Com o apoio de sua esposa forte, enérgica e disposta, ele conseguiu liderar bem seu país durante a Primeira Guerra Mundial, promover a reforma agrária, adotar uma política moderada em relação às minorias, exigida pelos Tratados de Paz de Paris, e assim garantir a estabilidade interna da Grande Romênia. A visão política de Fernando não pôde ser totalmente colocada em prática devido às limitações de seus poderes pelo regime constitucional vigente. Por trás de sua aparência modesta, retraída e indecisa, havia uma consciência superior e uma rica vida interior. – Gerhard Grimm, Biografias Alemãs | ” |

## Legado

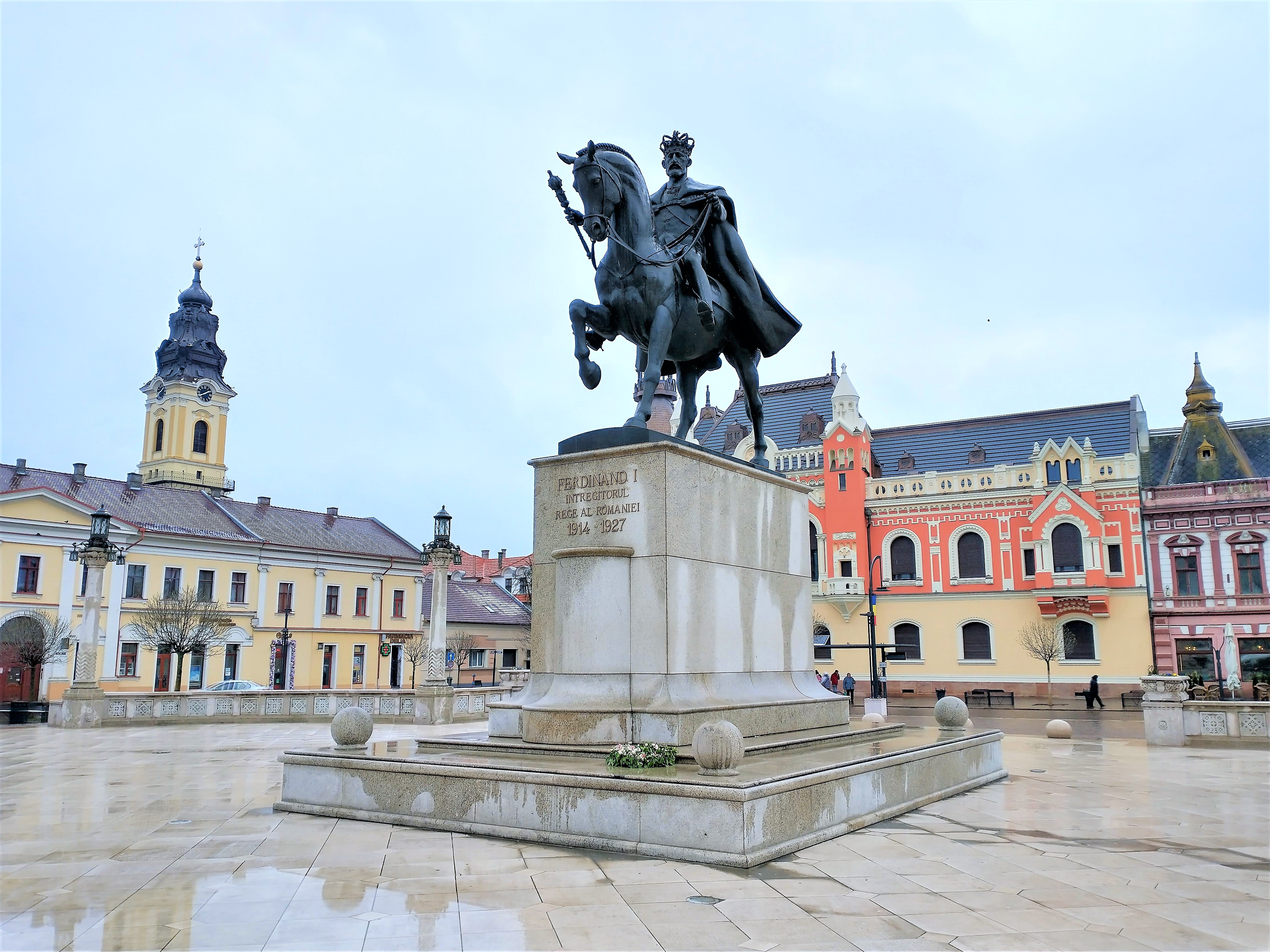
Estátua equestre de Fernando em Oradea

Na Romênia entre guerras, havia 6 estátuas do rei Fernando I (nas cidades de Chișinău, Izmail, Silistra, Bucareste, Oradea e Turnu Măgurele), que desapareceram com a chegada dos comunistas ao poder no país.
Atualmente, a única estátua remanescente (e reconstruída) é a de Oradea.
O escultor moldavo Veaceslav Jiglițchi instalou esculturas (bustos) do rei em várias cidades da República da Moldávia (nas cidades de Rezina, Varnița, Nisporeni, Orhei, Verejeni, Bălți, Curătura), entre 2015 e 2023.
Em 15 de julho de 2015, por ocasião do 150º aniversário do nascimento do rei Fernando I da Romênia, o Banco Nacional da Romênia colocou em circulação, para a atenção dos colecionadores, um conjunto de três moedas (uma de ouro, com uma pureza de 900‰, com um valor nominal de 100 leus romenos, uma de prata, com uma pureza de 999‰, com um valor nominal de 10 leus, e uma de tambaque banhado a cobre, com um valor nominal de 1 leu, assim como uma moeda de prata. Todas as moedas desta emissão são de qualidade proof, são redondas e têm uma borda serrilhada. As moedas de prata têm as mesmas características das moedas de prata apresentadas no conjunto. As moedas são vendidas em cápsulas transparentes de metacrilato. Cada conjunto de moedas e cada moeda de prata individual são acompanhados por um certificado de autenticidade, serializado, assinado pelo governador do Banco Nacional e seu caixa central, bem como uma breve apresentação em romeno, inglês e francês da vida e obra do rei Fernando I da Romênia.
Foram emitidos 150 conjuntos de moedas (feitas de ouro, prata e tambaque banhado a cobre), além de outras 250 moedas de prata.

## Títulos, estilos, honras e brasões

Monograma real de Fernando

### Títulos e estilos
- 24 de agosto de 1865 – 16 de julho de 1889: "Sereníssima, o Príncipe Fernando de Hohenzollern-Sigmaringen"
- 16 de julho de 1889 – 10 de outubro de 1914: "Sua Alteza Real, o Príncipe Herdeiro da Romênia"
- 10 de outubro de 1914 – 20 de julho de 1927: "Sua Majestade, o Rei"

### Honras
Romenas
- - Grão-Mestre da Ordem da Estrela da Romênia, 10 de outubro de 1914
- - Grão-Mestre da Ordem da Coroa da Romênia, 10 de outubro de 1914
- - Grão-Mestre da Ordem de Carlos I, 10 de outubro de 1914
- - Grão-Mestre da Ordem do Serviço Fiel, 10 de outubro de 1914
- - Grão-Mestre (e fundador) da Ordem de Miguel, o Valente, 26 de setembro de 1916

Estrangeiras
- - Grã-Cruz da Ordem da Legião de Honra (França)
- - Cavaleiro da Ordem da Santíssima Anunciação (Itália), 1893
- - Grã-Cruz da Ordem dos Santos Maurício e Lázaro (Itália), 1893
- - Grã-Cruz da Ordem da Coroa da Itália (Itália), 1893
- - Cavaleiro da Ordem da Jarreteira (Reino Unido)
- - Cavaleiro da Ordem do Tosão de Ouro (Áustria-Hungria)
- - Cavaleiro da Ordem da Águia Negra (Alemanha)
- - Grã-Cruz da Ordem do Mérito Militar (Polônia)
- - Grã-Cruz da Ordem da Estrela de Karađorđe (Sérvia)
- - Cavaleiro (Segunda Classe) da Ordem de São Jorge, 15 de março de 1918

### Brasões
| Brasão de Fernando como Rei (1914-1922) | Brasão de Fernando como Rei (1922-1927) | Estandarte de Fernando como Rei (1914-1922) | Estandarte de Fernando como Rei (1922-1927) |